# 4miles
홍성민(1975년 12월 25일 ~ )은 4miles라는 예명으로 알려진 대한민국의 싱어송라이터 겸 음악 프로듀서이며, a.k.a.는 모지스 홍(Moses Hong)이다.

## 이력

### 주요 경력
- 1994년 홍성민 본명으로 언더그라운드 라이브 클럽에서 록 음악 가수 첫 데뷔.
- 1997년 예명 홍지호[1]로 KBS TV 드라마 《프로포즈》의 메인 OST 곡 《Propose》를 작업.

- 2003년 예명 M22N[2]으로 《M22N 1집》 음반을 발표.

## 소속
- 4miles Music 대표이사